# 九华山 (南京)

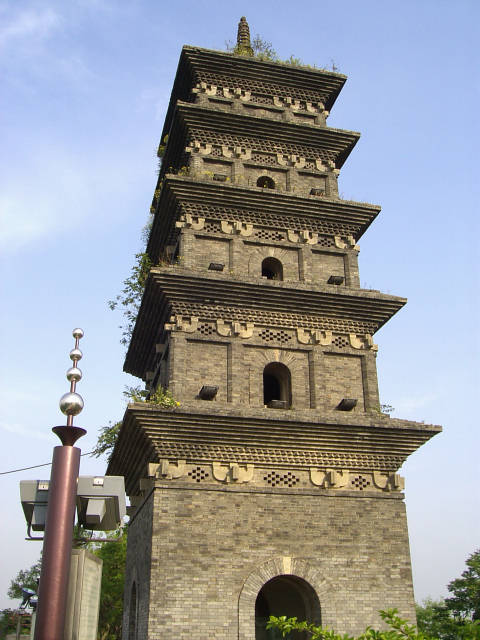
三藏塔，塔下藏有玄奘顶骨舍利

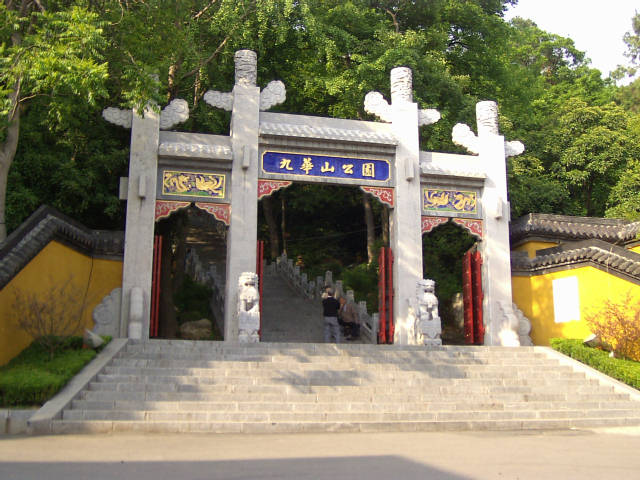
南京九华山公园入口

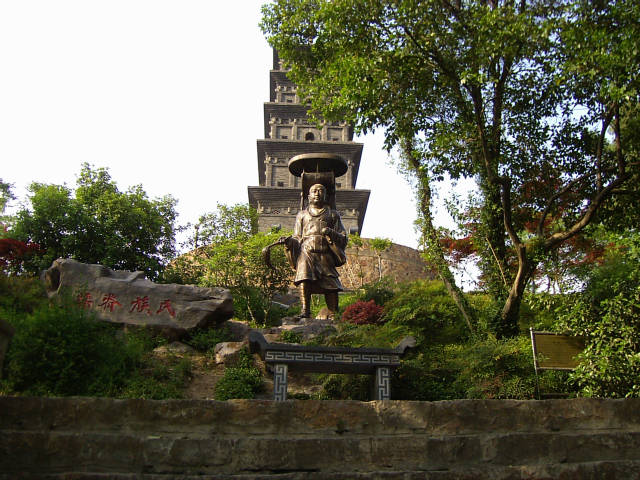
玄奘取经铜像

位于中国江苏南京境内的九华山俗称小九华山（以区别于安徽的九华山），是钟山向西延伸至南京城内的余脉，海拔61米。东为太平门，西为北极阁，北以南京明城墙为界与玄武湖相邻。此山曾是南朝皇家宫苑乐游苑的所在地，因其形状仿佛覆舟，故亦名覆舟山，后因山南有小九华洞而得现名。小九华山以其山顶的三藏塔和玄奘的顶骨舍利埋葬地而著名。山上有旧寺一间，原名青园寺、法轮寺、龙光寺等，南朝宋时元嘉年间（424—453）道生和尚曾来此寺居住、修行，后因主张顽石也有灵性而被逐出南京，并在苏州虎丘“道生说法、顽石点头”。
1942年2月23日，日本人高森隆介在大报恩寺遗址附近修建神社时挖出了玄奘的头骨，日军本想偷运回本国，但消息走漏，迫于舆论压力，只好将其分成数份，其中交给汪精卫政权的一份有一半被其派褚民谊葬在了九华山顶，并且修塔纪念，所用青砖都是汪政府文武职员每人捐助一块集成的。塔式仿西安大雁塔。
现为九华山公园，2005年后对旧寺也进行了翻修，更名为玄奘寺。该九华山（小九华山）亦是金陵四十八景之一，景观名称为“九华丹青”。2022年7月，玄奘寺地藏殿内的一排长生牌被曝供奉有田中军吉、松井石根、谷寿夫、野田毅等日军战犯，这些战犯都对南京大屠杀负有责任，有的更直接参与屠杀。之后南京有关方面将玄武区民族宗教事务局局长免职，玄奘寺住持也被撤换，寺庙关门整顿。